# Gare de Picquigny
La gare de Picquigny est une gare ferroviaire française de la ligne de Longueau à Boulogne-Ville, située au bourg centre de la commune de Picquigny, dans le département de la Somme, en région Hauts-de-France.
Elle est mise en service en 1847, par la Compagnie du chemin de fer d'Amiens à Boulogne avant de devenir une gare de la Compagnie des chemins de fer du Nord, puis d'être intégrée dans le réseau de la Société nationale des chemins de fer français (SNCF) en 1938.
Picquigny est un point d'arrêt sans personnel de la SNCF, desservi par des trains TER Hauts-de-France.

## Situation ferroviaire
Établie à 16 mètres d'altitude, la gare de Picquigny est située au point kilométrique 144,669 de la ligne de Longueau à Boulogne-Ville, entre les gares d'Ailly-sur-Somme et d'Hangest.

## Histoire

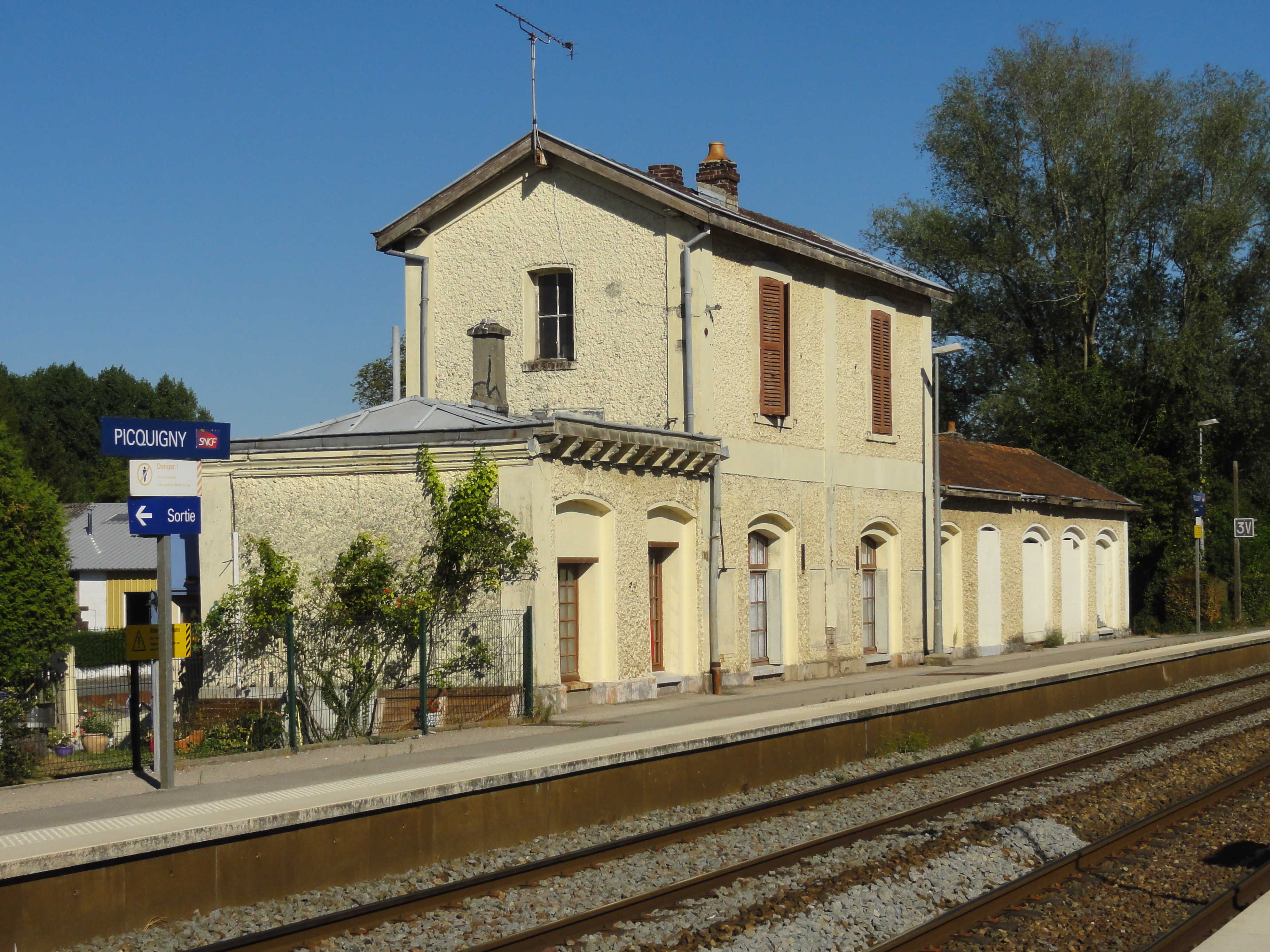
L'un des deux anciens bâtiments voyageurs de la gare, côté quai Amiens.

La « station de Picquigny » est mise en service le 15 mars 1847 par la Compagnie du chemin de fer d'Amiens à Boulogne, lorsqu'elle ouvre à l'exploitation la section d'Amiens à Abbeville. « Picquigny » est alors la deuxième station après Amiens, entre Ailly-sur-Somme et Hangest.
En 1851, elle devient une gare de la Compagnie des chemins de fer du Nord, lorsque celle-ci accepte une fusion absorption avec la compagnie primitive qui ne peut résister à la concurrence de sa grande rivale.
En 2009, la fréquentation de la gare était de 279 voyageurs par jour.
Elle compte deux bâtiments voyageurs, positionnés face à face de part et d'autre de la voie ferrée et érigées simultanément. Les deux bâtiments ne sont plus affectés à une activité ferroviaire. Un centre médico-social a utilisé les locaux du plus grand bâtiment.

## Service des voyageurs

### Accueil

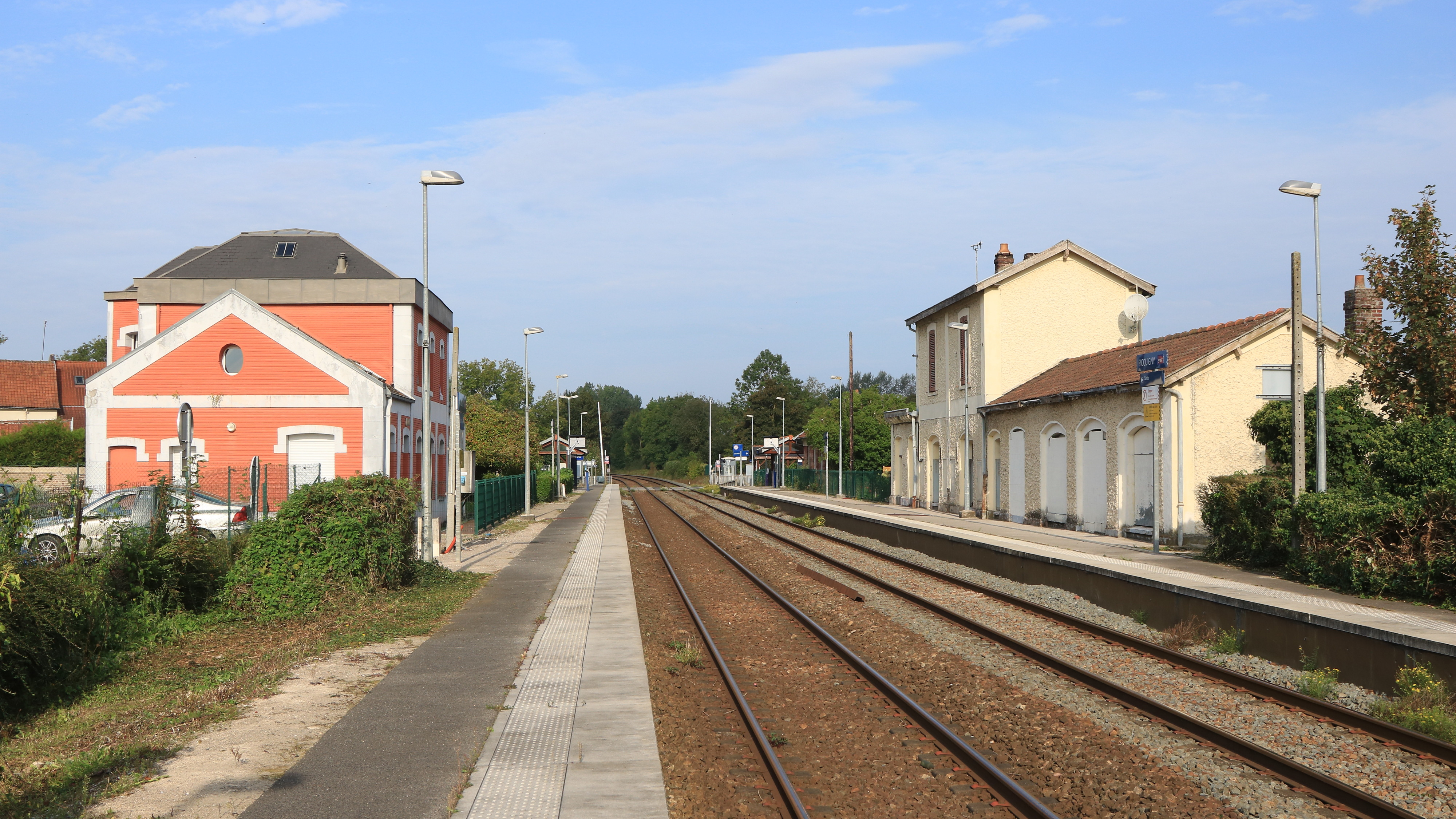
Vue générale, en direction d'Abbeville, de la gare avec les deux anciens bâtiments voyageurs.

Halte SNCF, c'est un point d'arrêt non géré (PANG) à accès libre. Elle est équipée de deux quais longs de 170 mètres avec chacun un abri.
La traversée des voies et le passage d'un quai à l'autre s'effectuent par le passage à niveau routier situé en bout de quai vers Amiens.

### Desserte
Picquigny est desservie par des trains TER Hauts-de-France, qui effectuent des missions omnibus entre les gares d'Abbeville et d'Amiens, voire d'Albert (ligne P21).

### Intermodalité
Le stationnement des véhicules est possible sur le parking côté ville.

## Patrimoine ferroviaire
La gare de Picquigny a la particularité de disposer de deux bâtiments voyageurs se faisant face, déjà présents en 1855. Autrefois, une marquise de quai enjambait les voies et le bâtiment côté canal servait d'annexe et d'abri pour les voyageurs. Le bâtiment côté rue, identique à la celui de la gare de Pont-Remy, se distingue par une avancée trapézoïdale sur le corps central à étages de trois travées dont le toit à faible pente est en croupe revêtu de zinc ; deux ailes basses flanquent ce corps principal. La façade, en brique avec des bandeaux et décorations en pierre de taille a depuis été rénovée[Quand ?] avec des briques de parement et les combles ont été remodelées.
Le bâtiment lui faisant face n'avait qu'un étage avant la disparition de la halle métallique ; un édifice similaire (démoli depuis) existait à Pont-Remy. Il a par la suite été surhaussé[Quand ?] recevant un étage supplémentaire, avec un toit à deux versants couvert de tuiles, et une longue aile étroite à la toiture semblable.